# Eilemammina
Eilemammina es un género de foraminífero bentónico considerado como nomen nudum e invalidado, y, aunque de estatus incierto, podría ser perteneciente al Suborden Astrorhizina del Orden Astrorhizida. No fue asignada su especie-tipo, aunque Eilemammina (Astrorhiza) amorphis podría ser considerada como tal. Su rango cronoestratigráfico abarcaba el Holoceno.

## Discusión
Clasificaciones previas incluirían Eilemammina en el Suborden Textulariina y/o Orden Textulariida Fue originalmente incluido en el grupo llamado Arénacés, junto con Astrorhiza y otros aglutinados.

## Clasificación
Eilemammina incluía a las siguientes especies:
- Eilemammina amorphis
- Eilemammina subdiscoidea
- Eilemammina subovata